# Utetheisa rufomarginata
Utetheisa rufomarginata là một loài bướm đêm thuộc phân họ Arctiinae, họ Erebidae.